# Gizmodo

Gizmodo logomarca

Gizmodo é um blog publicado originalmente nos Estados Unidos, pela Gawker Media, sediada em Nova Iorque, sendo o terceiro, em número de acessos, de toda a Terra, segundo a Technorati. A versão brasileira foi lançada em 1 de setembro de 2008.
As operações do Gizmodo fora dos Estados Unidos estão: no Reino Unido, na França, na Itália, na Espanha, na Alemanha, na Holanda, no Japão, Austrália e Brasil. O Gizmodo Brasil é a décima operação do Gizmodo no mundo. A primeira nas Américas, fora o Gizmodo original. E a primeira em um país do grupo dos BRICS.
O Gizmodo enxerga tecnologia sempre aplicada a produtos. Gadgets, aparelhos, traquitanas e badulaques com alto teor de tecnologia e de design. Ou seja: Gizmos. Daí o nome do site. Produtos que são objeto de desejo interessam. Produtos inovadores, que mudam as regras do jogo e que "fazem o queixo cair".